# Тайные силы (фильм)
«Тайные силы» (фр. Forces occultes) — французский пропагандистский фильм Поля Рише (псевдоним Жана Мами). Фильм был представлен парижской публике 9 марта 1943 года, и стал последним в карьере этого режиссёра.
Фильм не полнометражный (43 минуты), создан в духе антимасонской пропаганды режима Виши, и явился конспирологической версией очернения масонства, парламентаризма и евреев во Франции.

## Сюжет
В фильме показывается история молодого человека, который стал членом Великого востока Франции для того, чтобы осуществить за счёт членства в масонстве карьерный рост. Он противостоит коррупции и политическим скандалам до того момента, когда обнаруживает, что масоны в сговоре с евреями имеют англо-американскую поддержку Франции в войне против Германии.

## Судьбы создателей фильма
Этот фильм создали бывшие масоны: Жан Марк-Ривьер, Робер Мюзар и Жан Мами, которые покинули масонство и присоединились к французским правым радикалам.
После освобождения Франции Жан Марк-Ривьер, Робер Мюзар и Жан Мами были изобличены в сотрудничестве с врагом. 25 ноября 1945 года Мюзар был приговорён к трём годам лишения свободы, Марк-Ривьер был приговорён к смерти и общественному бесчестию, но сумел скрыться. Жан Мами, который также был журналистом «L’Appel» — коллаборационистского пропагандистского издания — был приговорён к смертной казни и казнён в крепости Монруж 29 марта 1949 года.

## В ролях
- Морис Реми
- Марсель Вибер
- Огюст Боверьё
- Жизель Парри
- Леонс Корн
- Пьер Дартёй
- Марсель Рен
- Луиза Флави
- Симон Ари
- Колетт Дарфёй
- Анри Вальбель[2]

## Технические данные
- Титры: Forces occultes
- Субтитры: Тайны масонства, впервые представленные на экране
- Язык: Французский
- Режиссёр: Жан Мами
- Сценарий: Жан Марк-Ривьер
- Оператор: Марсель Люсьен
- Декорации: Мари
- Музыка: Жан Мартиньон
- Производство: Робер Мюзар
- Дистрибьютор: Nova films
- Место съёмок:  Франция
- Формат: Чёрно-белый
- Язык: французский
- Продолжительность: 43 мин.
- Жанр: Драма
- Дата выхода: 9 марта 1943 года[2]